# Forces Navals de Romania
Les Forces Navals de Romania o marina romanesa (en romanès: Forțele Navale Române) és la branca de la marina de les Forces Armades de Romania; opera al mar Negre i al Danubi. Recorre la seva història fins al 1860.

## Història

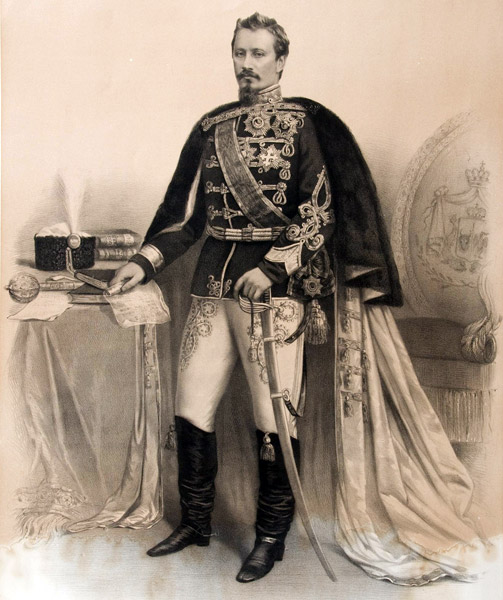
Alexandru Ioan Cuza, el fundador de la marina romanesa

L'armada romanesa va ser fundada l'any 1860 com a flotilla fluvial al Danubi. Després de la unificació de Valàquia i Moldàvia, Alexandru Ioan Cuza, el governant Domnitor dels Principats Romanesos, va decidir el 22 d'octubre de 1860 per l'ordre núm. 173 per unificar les marines en una sola flotilla. La marina estava formada i organitzada a França. Els oficials van ser enviats inicialment al Centre d'Ensenyament Naval de Brest a França, ja que l'Escola Militar de Bucarest no tenia una secció naval. El primer comandant en cap de la marina va ser el coronel Nicolae Steriade. La base es va establir per primera vegada el 1861 a Izmail, però més tard es va traslladar el 1864 a Brăila i el 1867 a Galați. L'equipament era modest en el millor dels casos, amb 3 vaixells de Valàquia i 3 de Moldàvia, tripulats per 275 mariners. L'objectiu principal de la marina era organitzar, formar i ampliar aquesta petita força.
La primera escola de formació de mariners es va establir el 1872 a Galați per a oficials, suboficials i mariners. La primera adquisició de la Marina romanesa va ser el vaixell de vapor "Prințul Nicolae Conache Vogoride". El vaixell va ser comprat l'any 1861 i més tard es va transformar en un vaixell de guerra a la drassana naval Meyer a Linz, batejat com " România " quan va ser llançat al port de Galați. El 1867 va entrar en servei el iot reial " Ștefan cel Mare " (Esteve el Gran). L'octubre de 1873, la canonera Fulgerul, encarregada per l'estat romanès com a primer vaixell de guerra construït expressament en la història de l'armada romanesa, es va acabar a la drassana de Toulon a França. Tanmateix, el vaixell estava desarmat, de manera que se li permetria el pas per l'estret turc. Després d'arribar a Romania l'abril de 1874, li van equipar un canó Krupp en una torreta d'acer suau a la drassana de Galați. El següent vaixell que va entrar en servei amb l'armada romanesa va ser el vaixell torpedero NMS Rândunica el 1875. Aquests vaixells van representar la flotilla romanesa durant la Guerra de la Independència.

### Armada romanesa durant la Guerra de la Independència

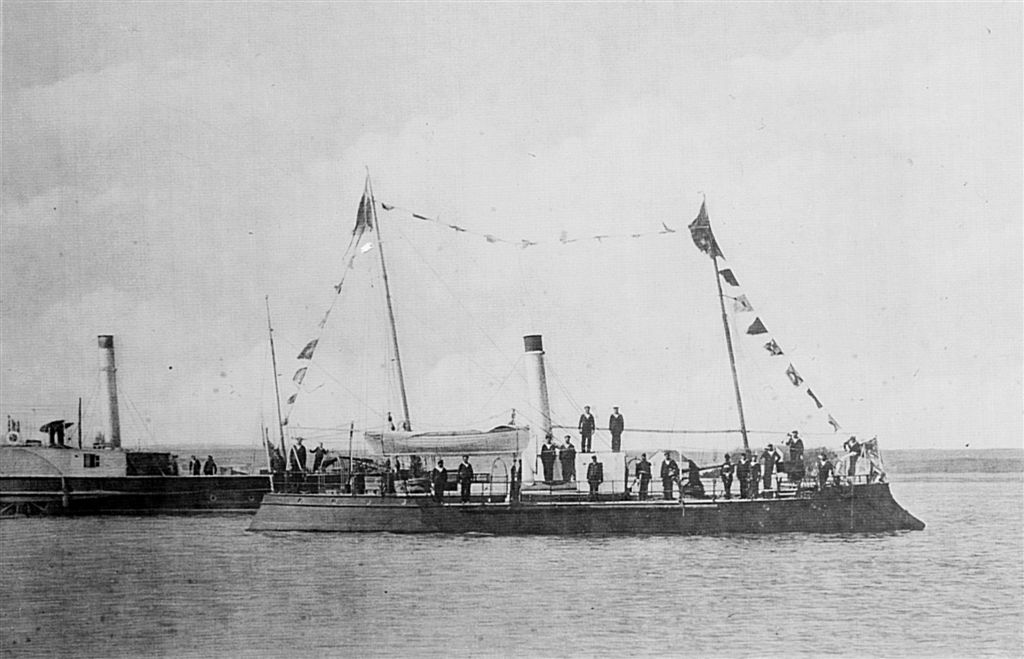
La canonera "Fulgerul" (El llamp), construïda el 1873 a Toulon i armada l'any següent a Galați, va ser el primer vaixell militar que va navegar sota bandera romanesa en aigües marítimes.

Durant la Guerra de la Independència, nom utilitzat en la historiografia romanesa per referir-se a la guerra russo-turca de 1877–1878, l'armada romanesa va navegar sota bandera russa. La tasca principal del cos de flotilla romanesa era transportar tropes russes, equipament i subministraments a través del Danubi i protegir els ponts a través del riu utilitzant barraques de mines en punts clau. El principal èxit de la guerra va ser l'enfonsament del monitor del riu turc "Seyfî " prop de Măcin per part d'un grup de torpederos d' espar que inclouen "Rândunica" i les embarcacions russes Carevitch i Ksenya. Un altre èxit notable va ser l'enfonsament del monitor del riu turc " Podgoriçe " (Podgorica) per part de l'artilleria costanera romanesa el 7 de novembre de 1877.
Després de la guerra, l'armada va transportar les tropes romaneses de tornada a través del Danubi. La petita però reeixida marina havia demostrat la necessitat d'una flotilla forta del Danubi per tal d'assegurar la frontera sud de Romania. Es van implementar tres plans de rearmament: durant els anys 1883–1885, 1886–1888 i 1906–1908. Aquests plans es van concentrar principalment en la flotilla del Danubi. L'any 1898, el "Cos de Flotilla", com es coneixia fins aleshores, es va organitzar en dues seccions: la flota del Danubi i la flota del Mar Negre. La base fluvial estava a Galați, mentre que la base marítima era a Constanța, que ara formava part de Romania.

### Creació de la flota romanesa del mar Negre
La Flota Romanesa del Mar Negre es va fundar l'estiu de 1890, 10 anys després que Romania adquirís el seu primer vaixell de guerra marítim: la canonera NMS Grivița. La divisió de nova creació consistia en: el petit creuer protegit NMS Elisabeta, el vaixell NMS Mircea, els tres torpeders de la classe Smeul i l'esmentada Grivița.

### Implicació en el motí de Potemkin

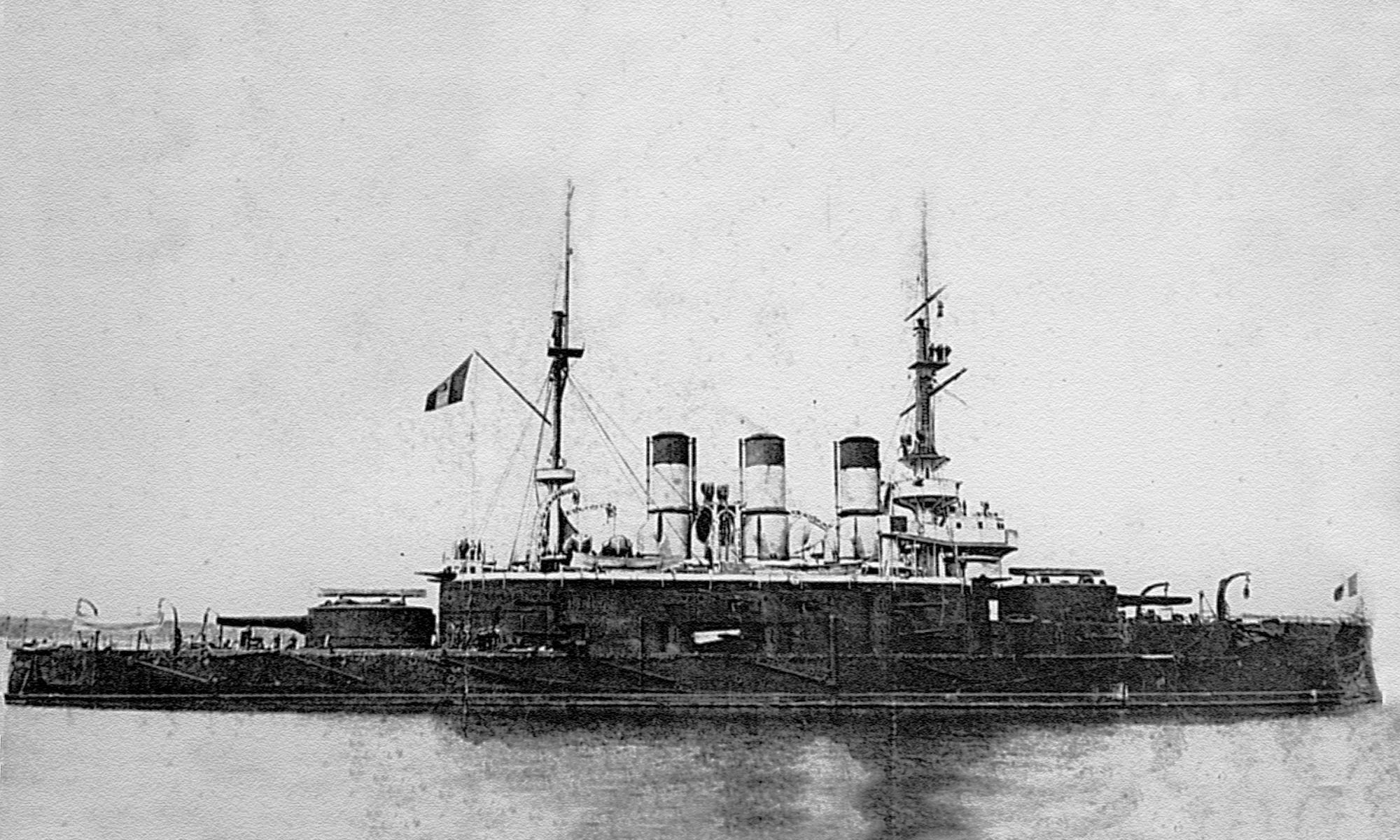
Potemkin fondejat amb la bandera romanesa hissada al pal, Constanța, juliol de 1905

El 2 de juliol de 1905, durant el motí del Russian battleship Potemkin, el creuer protegit romanès NMS Elisabeta es va enfrontar al Russian torpedo boat Ismail mentre aquest últim intentava colar-se al port romanès de Constanța. L'Elisabet va fer dos trets d'advertència, primer una càrrega en blanc i després una càrrega explosiva, obligant el torpedero a retrocedir. Més tard aquell dia, Potemkin i Ismail van sortir de les aigües romaneses. Durant la nit del 7 de juliol, però, Potemkin va tornar al port romanès, acceptant aquesta vegada entregar-se a les autoritats romaneses a canvi que aquestes donessin asil a la tripulació. El migdia del 8 de juliol, el capità Negru, el comandant del port, va pujar a bord del Potemkin i va hissar la bandera romanesa abans de permetre que el vaixell de guerra entrés al port interior. El 10 de juliol, després de negociacions amb el govern romanès, Potemkin va ser lliurat a les autoritats imperials russes i portat a Sebastopol.

### Armada romanesa durant la Primera Guerra Mundial

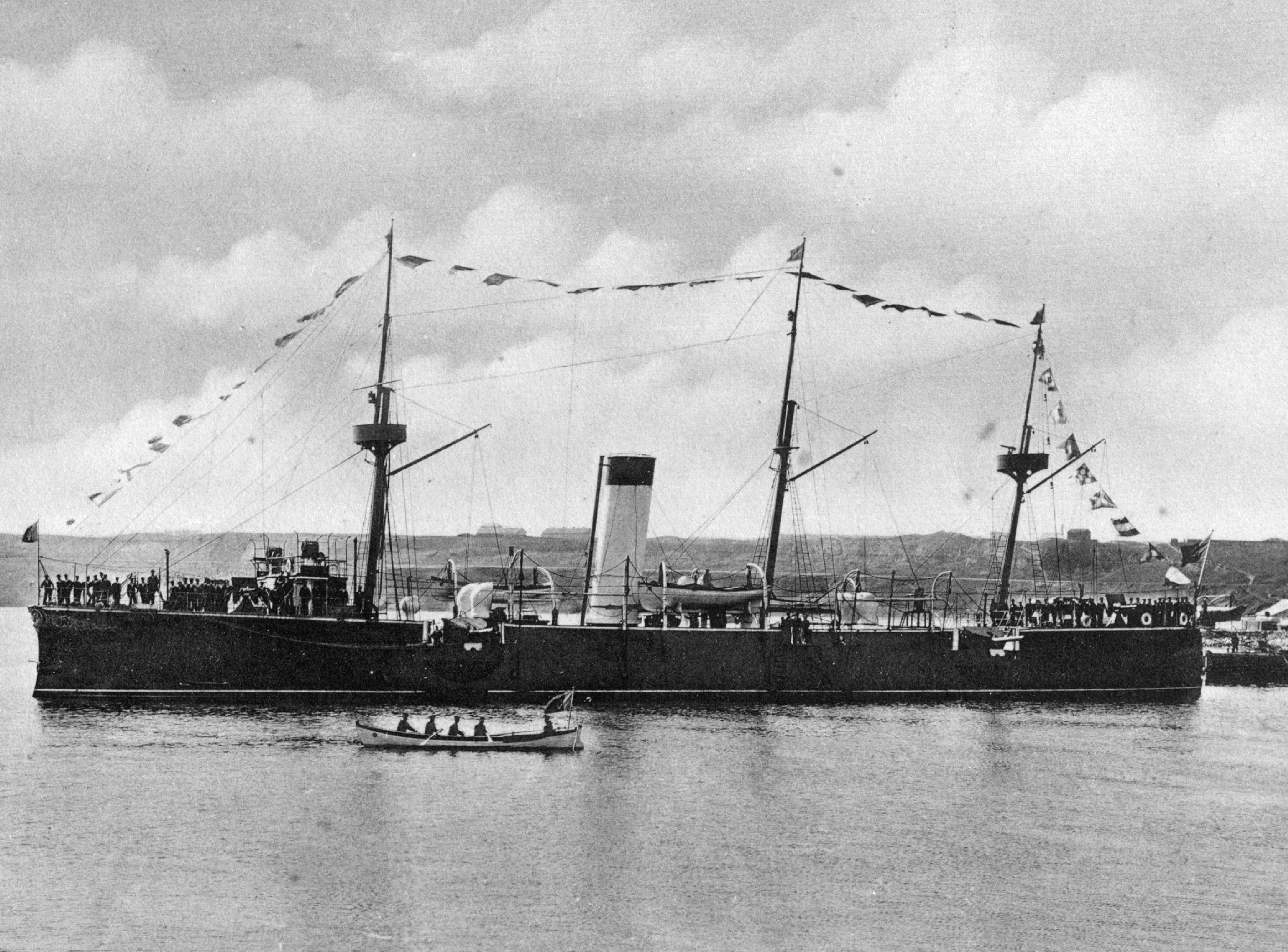
El creuer protegit Elisabeta (Elizabeth), construït el 1888 per Armstrong

Després de la Guerra de la Independència, es van proposar dos programes de rearmament naval per a la flotilla del Mar Negre. El programa de 1899 preveia sis cuirassats costaners, quatre destructors i dotze vaixells torpeders. Cap d'aquests vaixells es va construir mai, mentre que el cuirassat Potemkin va ser retornat 1 dia després de ser adquirit. El programa naval de 1912 preveia sis creuers lleugers de 3.500 tones, dotze destructors de 1.500 tones i un submarí. Quatre destructors (i suposadament un submarí) van ser en realitat encarregats des d'Itàlia, però no van ser lliurats perquè l'Armada italiana els va requisar el 1914. Tres submarins costaners de 340 tones van ser encarregats a França a principis de 1917, però aquests també van ser requisats a finals d'any i completats per a la Marina francesa com a classe O'Byrne. El vaixell romanès més gran del Mar Negre va ser l'antic creuer Elisabeta, establert el 1888. El creuer protegit havia custodiat les desembocadures del riu Danubi durant la Segona Guerra dels Balcans, però va ser desarmat quan va començar la Primera Guerra Mundial. El seu armament es va col·locar a la riba del riu Danubi per protegir-se dels possibles atacs dels monitors del riu austrohongarès, i va romandre a Sulina durant la guerra. L'esquadra romanesa del Mar Negre també tenia quatre canoneres antigues de la dècada de 1880, que tenien un valor limitat, i tres velles torpederos de la classe Năluca, construïdes a França. L'armada romanesa va haver de comptar amb els vaixells mercants armats de la marina mercant estatal, coneguts com a SMR (Serviciul Maritim Român). Els vaixells de vapor Regele Carol I, România, Împăratul Traian i Dacia es van convertir en creuers auxiliars.
La Flotilla del Danubi era més moderna, i estava formada per quatre monitors fluvials (Lascăr Catargiu, Mihail Kogălniceanu, Ion C. Brătianu i Alexandru Lahovari) i vuit torpeders de construcció britànica. Els quatre monitors fluvials es van construir l'any 1907 a Galați. Estaven armats amb tres canons de 12 cm cadascun. El 1918, Mihail Kogălniceanu es va convertir en monitor de navegació marítima. Els vaixells torpeders britànics de la classe Căpitan Nicolae Lascăr Bogdan es van construir entre 1906 i 1907 i pesaven 50 tones cadascun. També hi havia aproximadament sis canoneres més antigues utilitzades per a la patrulla fronterera, mines i altres vaixells auxiliars utilitzats per al transport o el subministrament. L'armada romanesa va tenir un paper secundari durant la Primera Guerra Mundial i només va tenir pèrdues lleugeres. Els monitors fluvials van participar en la defensa de Turtucaia i després van assegurar el flanc dels defensors romanesos i russos a Dobruja. El principal èxit de la guerra va ser l'explotació d'un monitor fluvial austrohongarès.

### Armada romanesa durant el període d'entreguerres

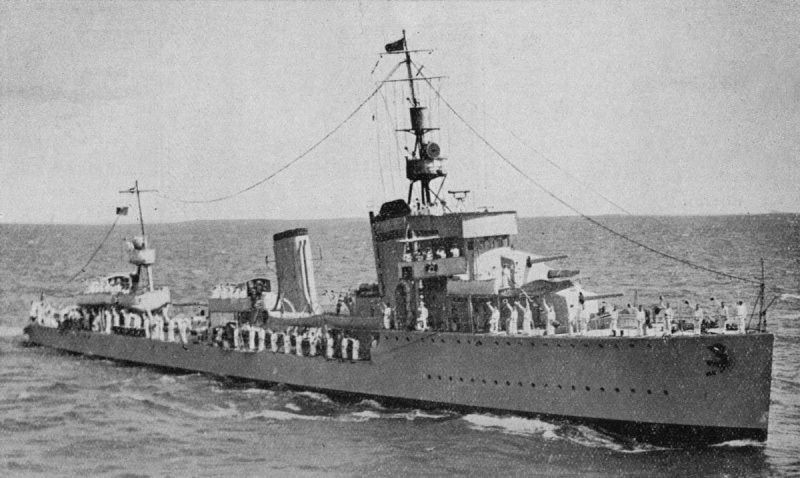
El destructor Regele Ferdinand el 1935

Després del final de la Primera Guerra Mundial, el Regne de Romania va prendre possessió de tres monitors fluvials austrohongaresos (batejats com els territoris recentment incorporats d' Ardeal, Basarabia i Bucovina), i el 1921 va comprar quatre patrulleres italianes. Aquests vaixells, juntament amb els ja en servei, van convertir la flotilla romanesa del Danubi en la flota fluvial més potent del món fins a la Segona Guerra Mundial.
El focus principal de l'armada romanesa durant el període d'entreguerres va ser la flota del mar Negre. El 1920, es van rebre dos dels quatre creuers exploradors de la classe <i id="mw8g">Aquila</i> inicials (designats oficialment com a destructors) ordenats des d'Itàlia. Aquests van ser rebatejats com Mărășești i Mărăști. Es van comprar quatre canoneres a la Marina francesa: Stihi, Dumitrescu, Lepri i Sublocotenent Ghiculescu. Es va comprar una altra canonera de la mateixa classe com a recanvis. Set torpeders es van rebre com a reparacions de guerra d'Àustria-Hongria. El torpedero Fulgerul, però, es va perdre durant el viatge a Romania quan va bolcar i es va enfonsar al Bòsfor el 1922. Năluca, Sborul i Smeul, tres d'aquests antics vaixells torpeders, seran més tard en servei durant la Segona Guerra Mundial. El 1926, es van encarregar dos destructors addicionals des d'Itàlia: Regele Ferdinand i Regina Maria del destructor de classe Regele Ferdinand, juntament amb el primer submarí de la Marina romanesa, Delfinul, i el submarí tender Constanța. Aquests vaixells van ser posats en funcionament entre 1930 i 1936.
L'expansió de l'armada romanesa durant el període d'entreguerres va requerir més instal·lacions d'entrenament i vaixells. El primer pas cap a aquesta qüestió es va fer l'any 1920, quan es va fundar un col·legi naval a Constanța. L'any 1938, el vaixell de vela Mircea va ser construït a Hamburg per la drassana Blohm & Voss com a vaixell d'entrenament per a l'armada romanesa. L'SMR (Serviciul Maritim Român, la marina mercant estatal romanesa) també es va dotar d'una sèrie de nous vaixells: el vapor Oituz, els antics cargueros alemanys Ardeal, Peleș, Alba Iulia i Suceava (tots ells posats en servei entre 1932-1933), els vaixells de passatgers Basarabia i Transilvania (comprats a Alemanya el 1938) i quatre nous vaixells de càrrega d'Itàlia just abans de l'inici de la Segona Guerra Mundial: Balcic, Cavarna, Mangalia i Sulina. El 1940, l'SMR tenia 17 vaixells mercants amb un total de més de 72.000 tones d'enviament.

### El programa naval de 1937 i desenvolupaments posteriors

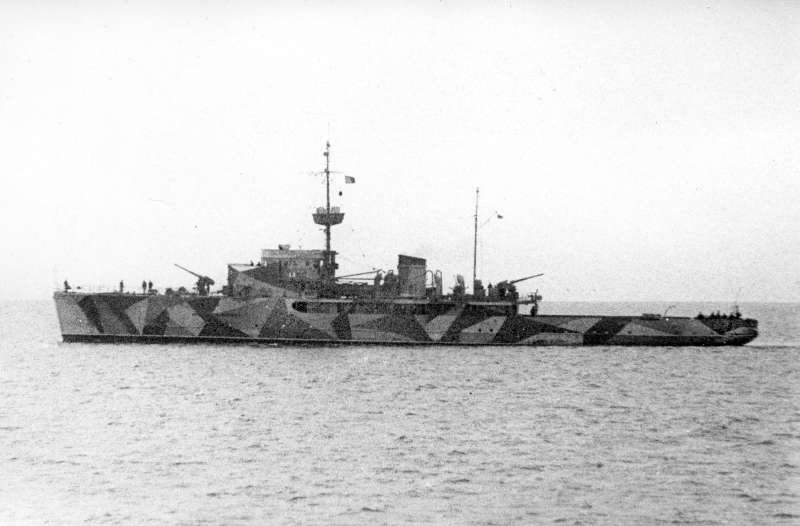
El capamines d escorta antiaèria Amiral Murgescu, el vaixell de guerra més gran de la Segona Guerra Mundial construït per Romania

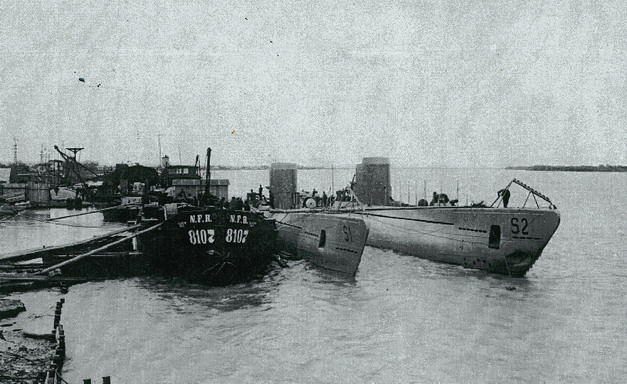
Submarins Rechinul (esquerra) i Marsuinul (dreta)

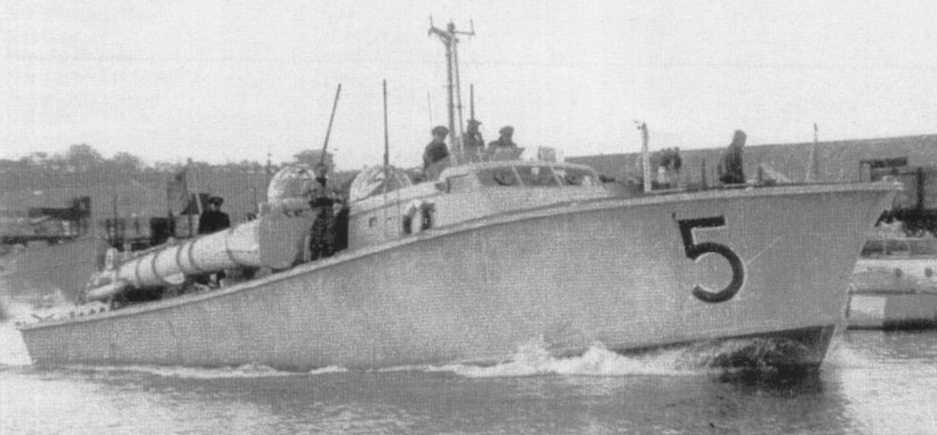
Vedenia -class BTT Vântul

El 1937 es va proposar un nou programa de rearmament. El nou pla preveia un creuer, quatre petits destructors, tres submarins, dos capamines i deu torpederos a motor. Aquests vaixells de guerra s'havien de construir localment a la drassana de Galați, on es va desenvolupar un nou dic sec.
Amiral Murgescu escorta antiaèria Amiral Murgescu va ser instal·lat a la drassana de Galați l'agost de 1938, llançat al juny de 1939 i posat en servei durant la primera meitat de 1941. Va substituir el creuer previst com el vaixell de guerra més gran cedit pel programa de 1937. Va ser emprada en operacions de posada de mines, així com missions d'escorta de combois. El seu armament principal consistia en canons navals SK C/32 de 10,5 cm, igual que els creuers antiaeris alemanys Arcona i Niobe. El seu vaixell germà, Cetatea Albă, va ser aixecat el 1939, però abandonat en una fase inicial. La seva construcció va ser traslladada a Alemanya i el 1940 va ser acabada per la drassana Blohm & Voss d'Hamburg. Cetatea Albă tenia el mateix desplaçament estàndard i la mateixa velocitat màxima que la seva germana. No se sap, però, si el seu armament constava de més de dos 102 pistoles principals de doble propòsit mm, dues de 37 canons antiaeris i mines de 135 mm. Cetatea Albă probablement mai no es va encarregar.
Els quatre destructors planificats van ser substituïts per quatre buscamines alemanys de classe M. Aquests van ser construïts localment amb materials alemanys el 1943. Eren vaixells de 500 tones armats cadascun amb dos 88 canons principals mm, cinc canons antiaeri (dos de 37 mm i tres 20 mm) i dos llançadors de càrrega de profunditat.
Dos dels tres submarins previstos es van instal·lar a la drassana de Galați el 1938, llançats el maig de 1941 i posats en marxa el maig de 1943. El primer va ser Marsuinul, un submarí d'atac de 620 tones armat amb una pistola deck de 105 mm, una de 37 mm canons antiaeri mm i sis 533 tubs de torpede de mm (4 de proa i 2 de popa). El seu vaixell germà més petit, Rechinul, era un submarí minador de 585 tones armat amb un 20 canó antiaeri mm, quatre 533 tubs de torpedes de mm i 40 mines. El tercer submarí previst va ser substituït per cinc submarins midget italians CB, posats en servei a finals de 1943. Els dos posamines es van adquirir el 1941.
Tres dels deu vaixells torpeders de motor previstos van ser construïts per Vospers al Regne Unit i adquirits el 1940. Es van anomenar Viforul, Viscolul i Vijelia. Sis BTT més, del tipus Power, es van construir localment com a classe Vedenia Es van establir el 1939 i es van posar en funcionament el 1943. El nombre previst de BTT es va superar l'agost de 1943, quan també es van encarregar set MAS italians. Aquests van ser seguits per quatre S-boats alemanys de 65 tones l'agost de 1944, cadascun armat amb dos 500 tubs de torpede de mm.
| Vaixells de guerra previstos pel programa de 1937 | Vaixells de guerra adquirits fins al 23 d'agost de 1944 |
| ------------------------------------------------- | ------------------------------------------------------- |
| 1 creuer                                          | 1 vaixell de mina/escorta                               |
| 4 destructors                                     | 4 buscamines d'escorta (encarregats de la postguerra)   |
| 3 submarins                                       | 2 submarins (més 5 submarins nans)                      |
| 2 posamines                                       | 2 posamines                                             |
| 10 BTT                                            | 20 BTT                                                  |

### Segona Guerra Mundial i postguerra

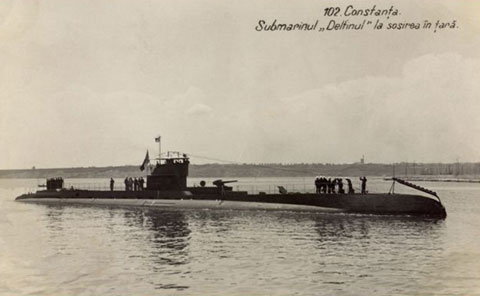
El NMS Delfinul, l'únic submarí de l'Eix al Mar Negre el 1941, va actuar principalment com a " naix en ésser " a causa de la seva obsolescència i només va enfonsar un vaixell mercant sense escolta.

L'any 1941, la Marina Reial Romanesa tenia quatre destructors (Mărășești, Mărăști, Regele Ferdinand i Regina Maria), un submarí (Delfinul), dos minadors (Amiral Murgescu i Cetatea Albă, també emprats com a escorta de destructors), tres minadors auxiliars, tres torpederos a motor (Viforul, Vijelia i Viscolul), tres canoneres, quinze petites embarcacions auxiliars i vint hidroavions.
Mărăști tenia un eix esquerdat i no podia superar la velocitat de 24 nusos. Com a resultat, Mărăști mai es va aventurar lluny de la costa. Delfinul, l'únic submarí de l'Eix present al mar Negre l'any 1941, era obsolet i mecànicament poc fiable. En comparació, la flota soviètica del Mar Negre tenia un cuirassat, tres creuers mitjans, tres creuers lleugers, tres líders de flotilla, vuit destructors moderns, cinc destructors antics, dos grans torpeders, 47 submarins i molts altres vaixells auxiliars i petits. L'aclaparadora superioritat de l'armada soviètica va obligar a la reial marina romanesa a dur a terme operacions principalment defensives durant tota la guerra i els seus vaixells de guerra rarament arriscaren més a l'est que el cap Sarych.
Els dos destructors de la classe Regele Ferdinand eren les unitats de superfície més poderoses disponibles per a les potències de l'Eix durant la guerra naval al Mar Negre, però s'utilitzaven principalment per a l'escorta de combois. L'escorta de mines/destructors de construcció romanesa Amiral Murgescu i els tres minadors auxiliars de l'armada romanesa van tenir un paper important en la defensa de Constanța el 1941 i més tard en la seguretat de les rutes dels combois mercants al Bòsfor i les rutes de subministrament a Odessa i Sebastopol. Les mines van ser la principal causa de les pèrdues de submarins soviètics a la guerra naval del Mar Negre. Les addicions en temps de guerra a la flota incloïen 3 vaixells d'arrossegament navals KFK i 3 vaixells de desembarcament del tipus MFP.
La Marina Reial Romanesa va participar en l'evacuació de les forces de l'Eix de Crimea el 1944. El comandant naval romanès, el contraalmirall Horia Macellariu, va rebre la Creu de Cavaller alemany de la Creu de Ferro després de l'operació 60.000, el pla de contingència per a l'evacuació de Crimea. Fins al cop d'estat del rei Miquel, l'armada romanesa es va retirar darrere de la protecció de les mines costaneres i les defenses antiaèries de Constanța quan la Força Aèria Soviètica va començar a llançar atacs aeris intensos. A la capitulació de Romania l'agost de 1944, els vaixells de guerra alemanys van rebre l'ordre d'abandonar els ports romanesos. No obstant això, quan el dragamines soviètic T-410 Vzryv, acompanyat per l'Amiral Murgescu, va ser enfonsat per un submarí alemany, l'Armada Soviètica va acusar la Marina Reial Romanesa de traïció i es va apoderar de tots els vaixells amb aquesta excusa el 5 de setembre de 1944. En aquesta última etapa de la guerra, només un destructor (Regina Maria), un líder (Mărășești), dues canoneres (Dumitrescu i Ghiculescu), un minador (Amiral Murgescu) i tres torpederos a motor encara estaven en funcionament. La resta de vaixells de guerra estaven en reparació després de l'evacuació de Crimea i els atacs aeris soviètics dels últims dos mesos o havien estat relegats a tasques d'entrenament. L'armada soviètica va traslladar tots els vaixells de guerra romanesos als ports caucàsics. No van tornar fins després de la guerra. Els vaixells més antics es van rebre el setembre de 1945, mentre que els més moderns (com la classe Regele Ferdinand) van ser conservats per la flota soviètica del Mar Negre fins a principis dels anys cinquanta. Alguns vaixells de guerra mai van ser retornats.
La major pèrdua de vaixell de guerra romanès de tota la guerra va ser l'enfonsament accidental de la canonera Lepri. La canonera va topar amb una mina romanesa col·locada pel minador Aurora prop de Sulina el gener de 1941, quan les hostilitats entre la Unió Soviètica i l'Eix no havien començat. Mentre que la Marina Reial Romanesa va tenir pèrdues lleugeres durant la guerra, la marina mercant estatal era pràcticament inexistent a finals de 1944: tots els vaixells de l'SMR van ser enfonsats o danyats per la Marina i la Força Aèria Soviètica a causa de les forces lleugeres romaneses i alemanyes a el Mar Negre que no podien oferir una protecció adequada.
La següent és una llista de les batalles i operacions de la campanya del Mar Negre de la Segona Guerra Mundial amb la participació de l'armada romanesa:
- Incursió a Constanța
- Operació München
  - Acció del 9 de juliol de 1941
- Setge d'Odessa (1941)
- Campanya de Crimea
- Operació Achse
- Ofensiva de Crimea

Les forces navals romaneses es van reorganitzar durant l'ocupació soviètica de Romania com a marina popular romanesa. Sota l'Armada Popular Romanesa, es va abolir la denominació "Venda de la Nava Majestăţii" (NMS) (o "Vaixell de la seva Majestat") que es donava a cada vaixell de la Marina Reial Romanesa.

#### Vaixells de guerra de la flota romanesa del mar Negre de la Segona Guerra Mundial
Les forces navals romaneses al Mar Negre estaven formades per quatre destructors, quatre torpeders, vuit submarins, tres capamines, un submarí tender, tres canoneres i un vaixell escola.

## Comandament, control i organització

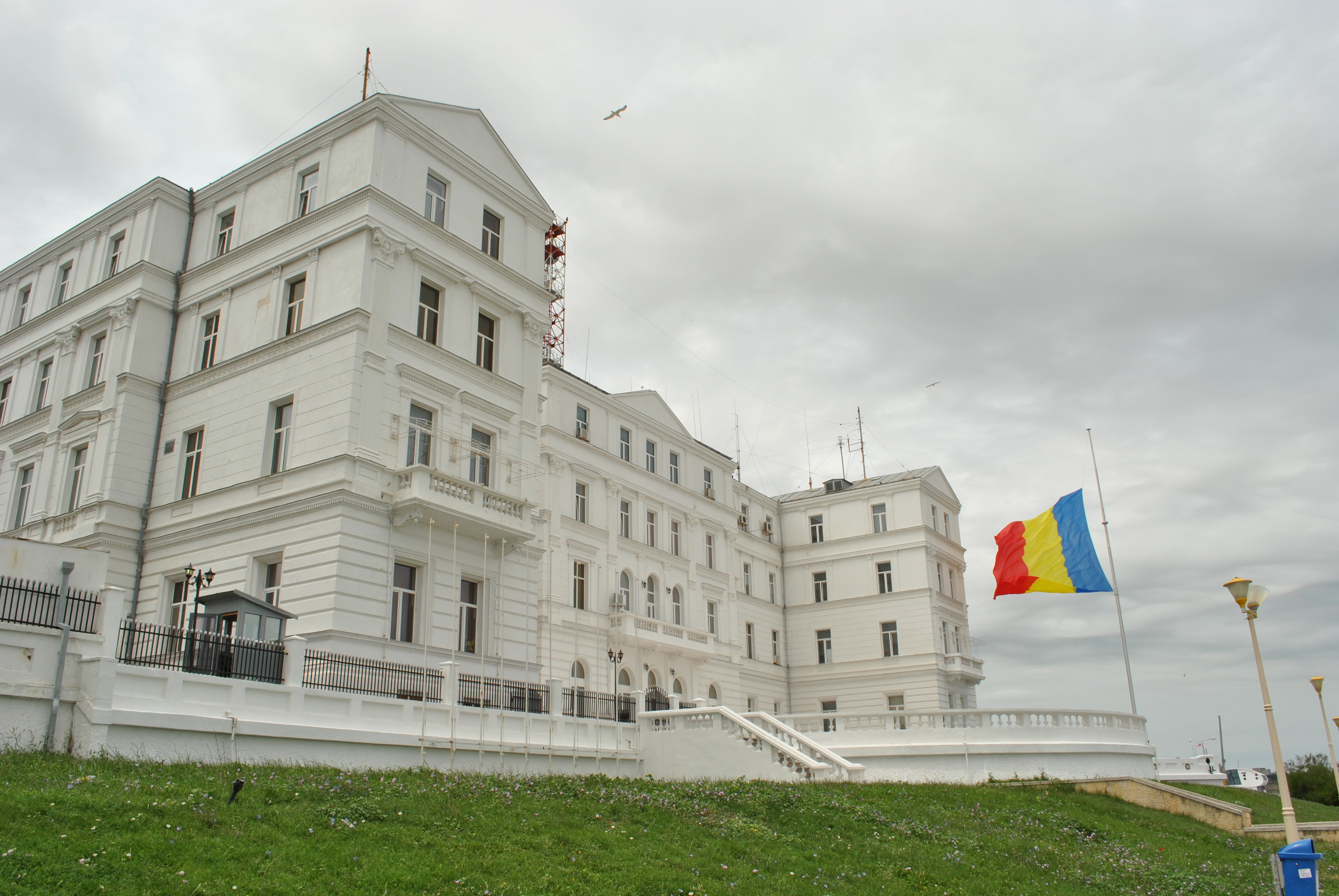
L'edifici del comandament de la flota a Constanța

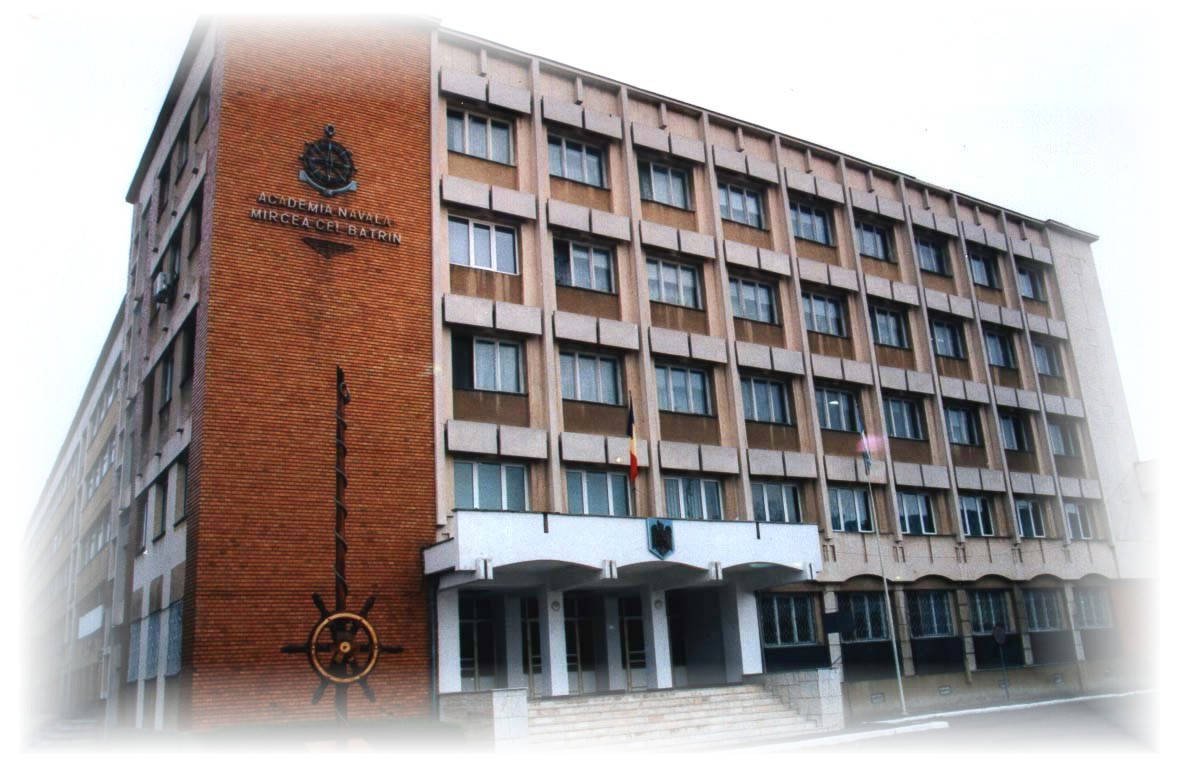
Acadèmia Naval "Mircea cel Bătrân" de Constanța

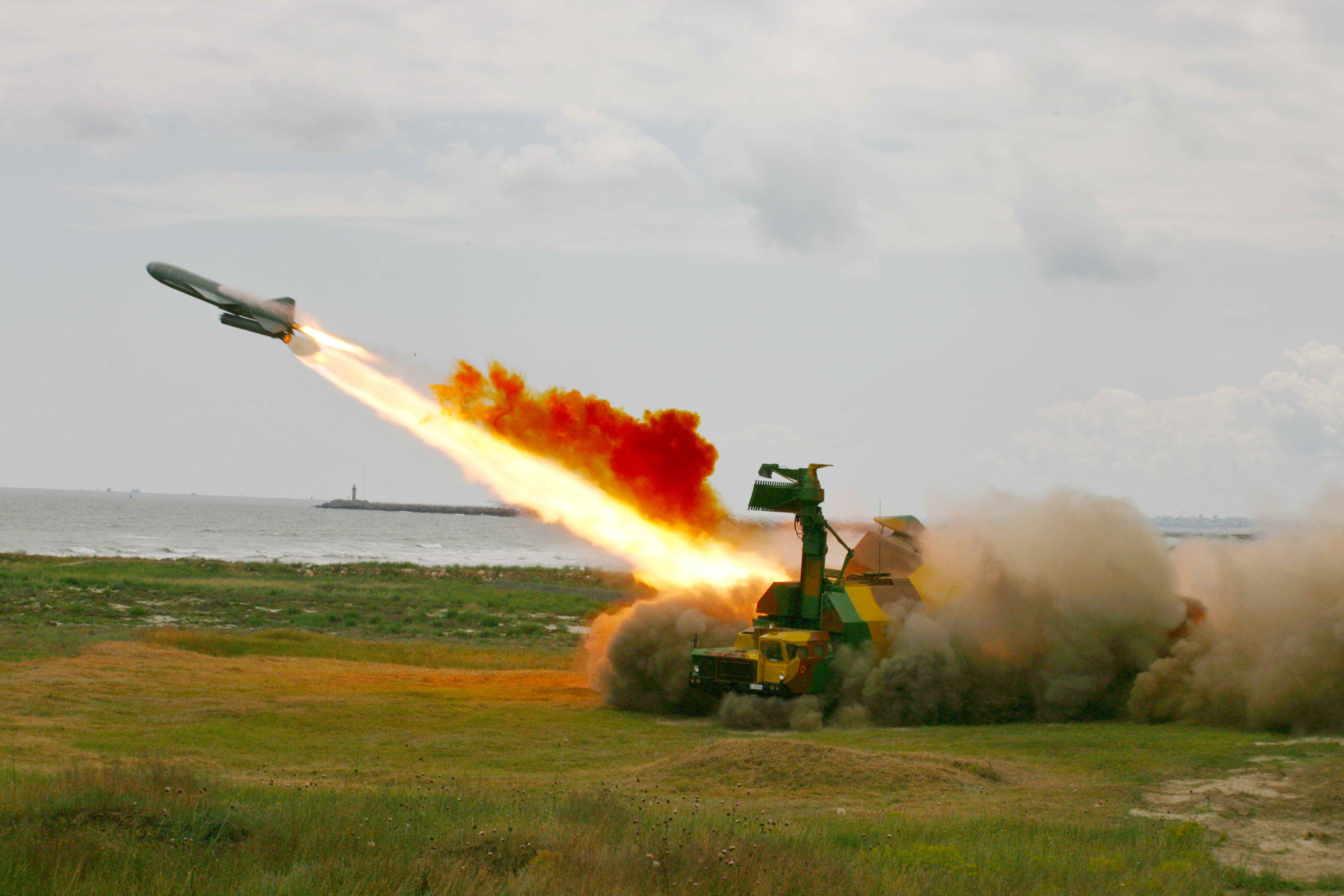
Sistema de llançament de míssils antinau 4K51 Rubezh al camp de tir de Capu Midia

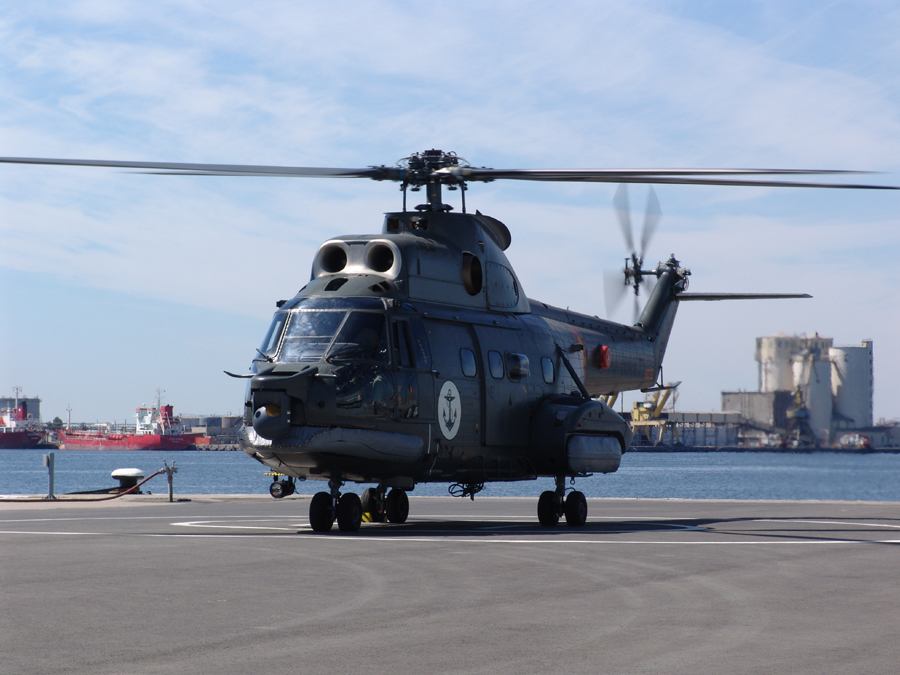
IAR 330 Puma Naval

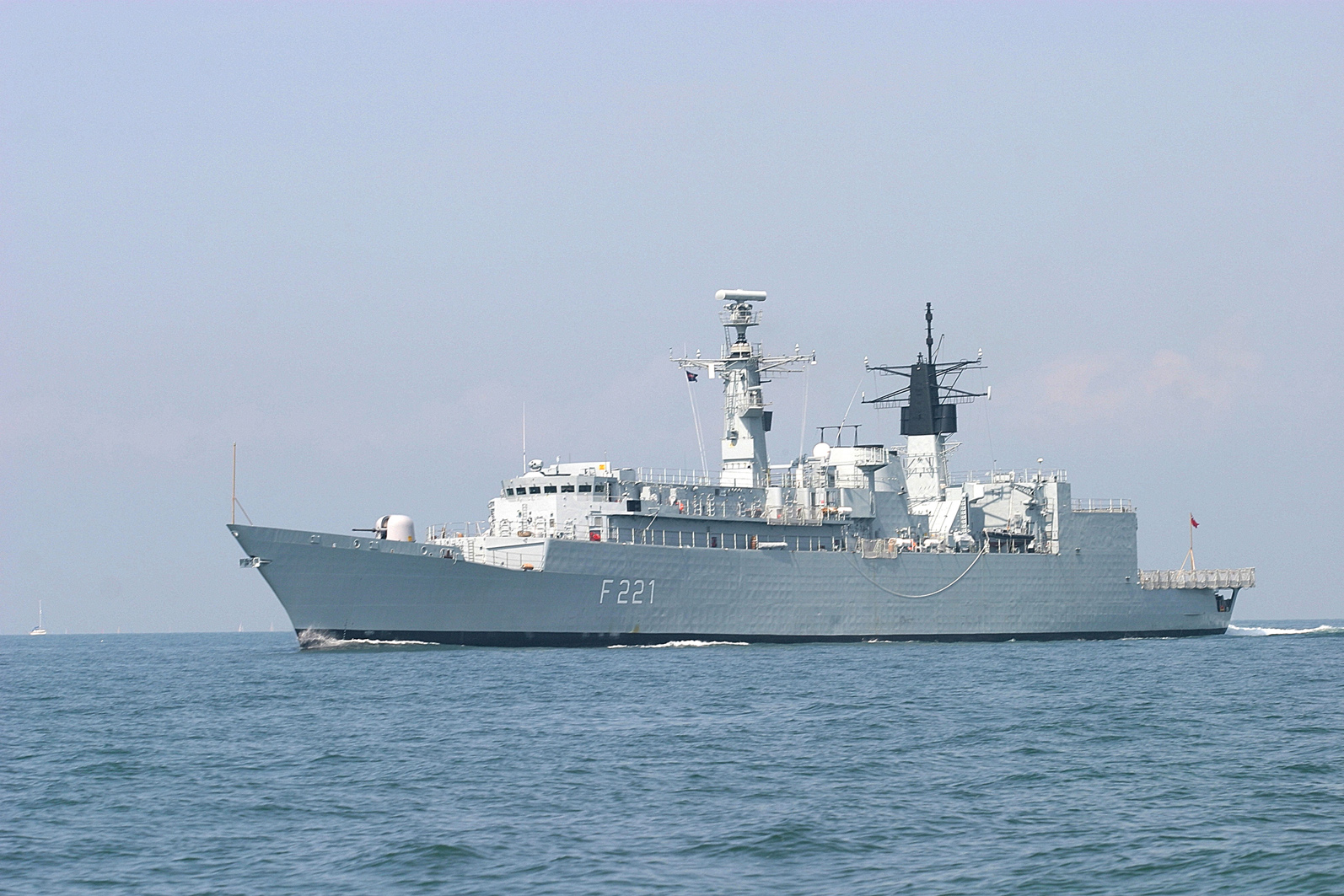
La fragata Regele Ferdinand és l'actual vaixell insígnia de la Marina romanesa.

L'armada romanesa s'organitza en una flotilla de fragates i una flotilla fluvial. L'equipament inclou dues fragates tipus 22, una fragata de classe " Mărășești ", quatre corbetes (dues Tetal-I i dues Tetal-II), tres corbetes de míssils Tarantul-I , tres torpeders de classe Osa, un minador, quatre buscamines, tres "Mihail Kogălniceanu" Monitors de patrulla fluvial, cinc monitors fluvials de classe Smârdan i altres petites embarcacions i vaixells auxiliars.
A partir del 2015, ca. 7.150 homes i dones serveixen a l'armada romanesa. La base principal de l'armada romanesa es troba a Constanţa. L'actual cap de la Marina romanesa és el contraalmirall Mihai Panait, nomenat el 15 d'agost de 2020. El comandant de la flota romanesa és el contraalmirall Ioan Condur, i el comandant de la Flotilla del riu és el contraalmirall Cornel Rogozan.
Les Forces Navals Romaneses van ordenar tres helicòpters IAR 330 Puma Naval, i l'últim es va posar en servei el desembre de 2008. Els helicòpters es troben en una configuració similar als de la Força Aèria Romanesa, inclòs el paquet d'actualització SOCAT; els Pumas de la Marina també tenen equips de flotació col·locats sota el morro i els carenats principals del tren d'aterratge. Actualment estan operats des de fragates de la Marina per a missions de recerca i rescat, evacuació mèdica i vigilància marítima.

### Bases
A partir de 2011, les bases navals es troben a:
- Constanța : llar de la flotilla de fragates.
- Mangalia : llar de l'esquadró de corbetes.
- Tulcea : casa dels monitors de patrulla fluvial de classe Smârdan (Brutar-II).
- Brăila : llar dels monitors de patrulla fluvial de la classe Mihail Kogălniceanu i dels monitors de patrulla fluvial petita classe VB 141.

### Equips futurs
El govern romanès té previst adquirir nous vaixells per modernitzar les forces navals romaneses. Aquest pla inclou:
- Compra de 4 vaixells nous per a la marina. Anteriorment, s'havien de basar en el disseny Sigma 10514 de Damen Group. Les fragates s'havien de construir localment (Damen posseeix dues drassanes importants a Romania) i s'estimava que l'acord total tenia un valor d'1.600 milions d'euros (equivalent a 1.960 milions de dòlars EUA). No obstant això, la decisió d'anar amb Damen Group va ser derogada el 2017.[39]
- Adquisició de 3 nous submarins, que també es construiran localment en una drassana romanesa.[40]
- El juliol de 2019, Naval Group va guanyar un contracte d'1.200 milions d'euros, que inclou la construcció de quatre noves corvettes multimissió Gowind per a l'Armada de Romania, així com un nou centre de manteniment i un centre d'entrenament. Naval Group ha de construir la primera corbeta d'aquí a tres anys, mentre que les tres corbetes restants seran construïdes per Constanța Shipyard i es lliuraran abans de 2026.[41]